# Lars Ulrich Collectie
De Lars Ulrich Collectie is een beeldende kunstverzameling van Deens-Amerikaanse Lars Ulrich (°1963), de drummer van de thrashmetalband Metallica.

## Situering
Deze drummer bezit een rijke beeldende kunstverzameling met de nadruk op de Cobra-beweging, waaronder werk van Karel Appel. Van deze kunstenaar heeft hij vooral werken van zijn latere periode. Ook bezit hij werk van Asger Jorn en Willem de Kooning. Lars' vader was via de Kopenhaagse "The Blue Note" jazzclub bekend met Asger Jorn, een groot jazzliefhebber. De drummer weet te vertellen dat het spontane, ongedwongen creatieve proces de overeenkomst is tussen Cobra en Metallica.
Eind 2002 kwam hij in het nieuws door de verkoop  bij Christie's van zevenentwintig schilderijen uit zijn collectie. Dat maakte hem zeventien miljoen euro rijker. Hij deed werk van de graffiti-kunstenaar Jean-Michel Basquiat en ook Cobra-kunst van Karel Appel en Asger Jorn van de hand. Van deze laatste kunstenaar verwisselde het in 1965 geschilderde werk "In the Beginning was the Image"" voor twee miljoen dollar van eigenaar. 
Naar eigen zeggen deed hij afstand van een deel van zijn rijk gevuld kunstbezit omdat hij als gezinshoofd zijn geld en tijd liever besteedt aan het bouwen en inrichten van een woning gelegen op een bergtop vlak bij San Francisco. Na deze bouwperiode wil hij naar eigen zeggen opnieuw zijn energie steken in het uitbreiden van zijn kunstcollectie. Zijn voorkeur gaat uit naar de werken van Brice Marden en Cy Twombly.